# William Smith (ciclista)
William Smith (1893 – Johannesburg, ottobre 1958) è stato un pistard sudafricano.

## Palmarès

### Olimpiadi
- Argento a Anversa 1920 nel tandem.
- Bronzo a Anversa 1920 nell'inseguimento a squadre.

### Piazzamenti
- Giochi olimpici

Anversa 1920 - 50 Chilometri: 7°
Anversa 1920 - Tandem: 2°
Anversa 1920 - Inseguimento a squadre: 3°